# 2018년 포항 지진
2018년 포항 지진 (浦項地震) 은 대한민국 표준시 기준 2018년 2월 11일 오전 5시 3분경 경상북도 포항시 북구 북서쪽 5km 지역에서 발생한 지진이다. 2017년 포항 지진의 여진이다. 지진 직후 담장이 무너지는 등 피해 신고가 속출했으며, 지진이 발생하고 7분이 지나서야 재난문자가 발송되어, 정부의 늑장 대처가 논란이 되었다.

## 진도
| 진도 | 지역      |
| ---- | --------- |
| V    | 경북      |
| IV   | 울산      |
| III  | 경남 대구 |

## 피해 상황
- 43명이 부상을 당하고 포항역 등 354곳에서 시설물 피해가 발생했다.[4] 지진 공포가 확산하면서 흥해 실내체육관에 대피한 이재민은 400명을 넘어섰다.[5]
- 경북 포항 시내 학교 47곳과 도서관 등 교육기관 4곳에서 피해가 발생한 것으로 나타났다. 대흥초등학교와 포항여자중학교 등에서 미장이 탈락해거나 벽체 균열이 일어났고, 영일공공도서관 등에서도 천장 타일 일부가 내려앉았다.[6]
- 포항시 보경사의 법당 내부에 균열이 발생하는 등 문화재가 일부 훼손되었다.[7]
- 사유시설 피해 80건
- 2월 16일 기준으로 이번 지진 시설피해 신고는 날이 갈수록 늘어나 1천 438건이다.

## 같이 보기
- 한국의 지진
- 2017년 포항 지진